# Набиуллина, Эльвира Сахипзадовна
Эльви́ра Сахипза́довна Набиу́ллина (род. 29 октября 1963, Уфа) — российский государственный и политический деятель. Председатель Центрального банка Российской Федерации с 24 июня 2013 года. Заслуженный экономист России. Действительный государственный советник Российской Федерации 1 класса (2002).

## Ранние годы
Родилась 29 октября 1963 года в Уфе, в татарской семье. Отец Сахипзада Саитзадаевич, работал шофёром, мать Зулейха Хаматнуровна — аппаратчица на приборостроительном производстве.
Набиуллина окончила среднюю общеобразовательную школу № 31 г. Уфы круглой отличницей, однако осталась без золотой медали (по другим данным, получила медаль).
В 1986 году с отличием окончила экономический факультет МГУ по специальности «экономист». Член КПСС в 1985—1990 годах.
В 1990 году окончила аспирантуру МГУ (кафедра истории народного хозяйства и экономических учений), подготовила кандидатскую диссертацию, но защищать не стала. Частично результаты исследований были опубликованы в работе четырёх авторов — Кузьминов Я. И., Набиуллина Э. С., Радаев В. В., Субботина Т. П. — «Отчуждение труда: история и современность» (1989).
В 2007 году прошла отбор на полугодовое обучение в Йельском университете по программе «Yale World Fellows», однако в списках выпускников не числится.

## Карьера

#### В Российском союзе промышленников и предпринимателей
- В 1991—1992 годах — главный специалист дирекции постоянного комитета правления Научно-промышленного союза СССР (предшественника Российского союза промышленников и предпринимателей) по вопросам экономической реформы[7].
- В 1992—1994 годах — главный специалист, консультант дирекции РСПП по вопросам экономической политики.
- В 1994 году — советник Экспертного института РСПП.

#### Минэкономики России
- В 1994—1995 годах — заместитель руководителя департамента экономической реформы — начальник управления государственного регулирования экономики Министерства экономики Российской Федерации.
- В 1995—1996 годах — заместитель начальника департамента экономической реформы Министерства экономики Российской Федерации.
- В 1996—1997 годах — начальник департамента экономической реформы министерства экономики России, член коллегии Минэкономики России.
- В 1997—1998 годах — заместитель министра экономики Российской Федерации.

#### Работа в коммерческих и аналитических структурах
- В 1998—1999 годах — заместитель председателя правления «Промторгбанка».
- В 1999 году — исполнительный директор Евроазиатской рейтинговой службы.

#### В Минэкономразвития России и ЦСР
- В 1999—2000 годах — вице-президент фонда «Центр стратегических разработок» (президентом фонда был Герман Греф).
- В 2000—2003 годах — первый заместитель Министра экономического развития и торговли РФ Германа Грефа.
- В 2003—2005 годах — президент фонда «Центр стратегических разработок».
- В 2005—2006 годах — руководитель экспертного совета организационного комитета по подготовке и обеспечению председательства Российской Федерации в «Группе восьми» в 2006 году[8].

#### В Правительстве России
- С сентября 2007 года по май 2008 года — Министр экономического развития и торговли Российской Федерации[9].
- С мая 2008 по май 2012 года — Министр экономического развития Российской Федерации[10].

Одновременно в 2007—2012 годах — член наблюдательного совета Государственной корпорации по содействию разработке, производству и экспорту высокотехнологичной промышленной продукции «Ростехнологии». В 2008—2011 годах — член совета директоров ОАО «Газпром». В 2008 году входила в совет директоров РАО ЕЭС. В 2008—2012 годах — председатель попечительского совета фонда ГМИИ им. Пушкина. С 2010 года — член Правительственной комиссии по экономическому развитию и интеграции, член попечительского совета Фонда «Сколково». С 2011 года — член наблюдательного совета Агентства стратегических инициатив. С 2012 года входит в «группу видных деятелей высокого уровня» инициативы ООН по разработке повестки дня в области развития на период после 2015 года (англ. Post-2015 Development Agenda). С 2013 года — заместитель председателя Национального финансового совета.

#### Помощник президента России
С 22 мая 2012 по 24 июня 2013 года — помощник президента Российской Федерации по экономическим вопросам.
12 марта 2013 года выдвинута кандидатом на должность Председателя Центрального банка Российской Федерации.

#### Председатель Банка России
9 апреля 2013 года Госдума приняла решение о её назначении на должность Председателя Центрального банка Российской Федерации с 24 июня 2013 года. Набиуллина стала первой женщиной в должности главы центрального банка страны, входящей в Большую восьмёрку.
В 2014 году, в условиях быстрого падения курса рубля и роста инфляции, 16 декабря Банк России под руководством Набиуллиной принял решение резко повысить процентную ставку (с 10,5 до 17 %). Этот политически рискованный шаг принёс Набиуллиной международную репутацию человека, принимающего жёсткие решения. Процентные ставки оставались относительно высокими в течение нескольких лет и позволили к середине 2017 года снизить темпы инфляции до 4 % — самого низкого уровня за постсоветскую историю России.
22 марта 2017 года Президент России Владимир Путин представил в Госдуму кандидатуру Набиуллиной для назначения на должность председателя Центрального банка Российской Федерации на новый срок, с 24 июня 2017 года.
18 марта 2022 года кандидатуру Набиуллиной представили в Госдуму на должность председателя Центробанка в третий раз. Кандидатуру на рассмотрение Государственной думой внёс Владимир Путин.
Когда в 2022 году начался полномасштабный конфликт между Россией и Украиной, её одновременно раскритиковали националистические ястребы, которые усомнились в её лояльности Путину, и критики Кремля, которые сравнили её с министром военного производства Адольфа Гитлера Альбертом Шпеером. Несмотря на критику Набиуллина обеспечила себе долголетний пост председателя ЦБ благодаря доверию Путина и её эффективности в сохранении макроэкономической стабильности. Инсайдеры заявляют о «Проблеме 2027», так как в 2027 году завершается контракт Набиуллиной и членов её команды. Работа в ЦБ оплачивается меньше, чем в коммерческих банках, и несёт в себе более высокий риск попасть под западные санкции.

## Образ

### Взгляды и приоритеты
Эльвира Набиуллина предпочитает избегать громких политических заявлений. Однако известно, что она считает трагедией развал Советского Союза, при этом является сторонницей либеральных, рыночных подходов. Набиуллина признаёт наличие эволюции своих взглядов за годы пребывания на высоких постах. Она отмечает, что стала больше внимания уделять макроэкономической стабильности и экономической справедливости, равенству подхода при регулировании, стабильным и равным условиям развития для всей экономики. В частности, Эльвира Набиуллина критически отзывается об изъянах реформ 1990-х годов в России:

Наверное, самый большой вопрос, который я себе задаю по отношению к гайдаровским реформам: надо было сделать быстро приватизацию? — Да. Надо было создать класс частных собственников. Но в результате той приватизации, которая была, мы создали атмосферу недоверия к частной собственности. И эта проблема, она нас преследует уже много-много лет.

Набиуллина полагает, что докризисная модель экономического развития России, построенная на постоянно растущих ценах на нефть, была естественной, но ресурс исчерпан и её следует менять на новую — базирующуюся на частных инвестициях в конкурентоспособные производства с горизонтом окупаемости 3—5 лет. Чтобы были частные инвестиции, нужен инвестиционный климат. По мнению Набиуллиной, нельзя сказать, что в России он совсем ужасный, однако он нуждается в существенном улучшении.
Набиуллина не сторонница теорий заговора, она уверена, что существуют сугубо экономические причины того, что в таком развитии экономики России заинтересованы не все, идёт борьба объективных интересов за различные векторы этого развития. Как пример, она приводит лоббизм естественных монополий. Роль власти, по мнению Набиуллиной, состоит в принятии решений, способствующих экономическому росту страны в большей мере.
Центральный банк России, как считает Набиуллина, должен восприниматься независимым от правительства, от политического влияния, но подотчётным парламенту органом. В интервью ИТАР-ТАСС в сентябре 2013 года она, в частности, отмечала:

Очень важно чётко разграничить зоны ответственности правительства и Центрального банка и не делать двух ключей от одной двери.

Банковская система России адаптировалась к изменившимся на рубеже 2014/2015 годов условиям и готова увеличить кредитование реального сектора российской экономики, считает Набиуллина. С ней в этом не согласны президент Торгово-промышленной палаты России Сергей Катырин и глава ВТБ Андрей Костин.
Снижение темпов экономического роста к середине 2010-х годов в России Набиуллина связывает с недостаточным качеством властных институтов (особенно судебной, правоохранительной систем) и высокими административными барьерами для бизнеса. Будущее российской экономики, с её точки зрения, зависит от развития внутренних инвестиций, повышения производительности труда, мобильности рабочей силы, повышения эффективности естественных монополий.
Набиуллина считается «серым кардиналом» Германа Грефа. Является ученицей экс-министра экономики России Евгения Ясина, хотя, по его более позднему признанию, после многих лет работы Набиуллиной в команде Владимира Путина взгляды Ясина и Набиуллиной разошлись.
В 2018 году Набиуллина поддерживала повышение пенсионного возраста и заявляла, что эта мера «положительно повлияет на рынок труда». Была в числе разработчиков концепции индивидуального пенсионного капитала, продвижение которой было отложено на неопределённый срок из-за негативной реакции россиян на уже начатые с 2019 года пенсионные изменения.

### Достижения
Информационное агентство «Прайм» выделяет пять самых заметных достижений Набиуллиной на посту министра экономики России:
- стратегическое планирование развития страны впервые было отдано экспертам;
- преодоление кризиса 2008—2009 годов «малой кровью» и с выполнением всех социальных обязательств;
- успешное завершение многолетних переговоров по вступлению России во Всемирную торговую организацию (ВТО);
- защита интересов российского предпринимательства, улучшение делового климата в стране;
- гармонизация законодательных процессов.

В частности, по инициативе Набиуллиной в практику введён институт оценки регулирующего воздействия, отменён ряд избыточных форм надзора и контроля за бизнесом, упорядочены процедуры проверок.
Набиуллина поспособствовала завершению начатого ещё в 2006 году процесса утверждения графического символа рубля. В ноябре-декабре 2013 года Центробанк провёл общественное обсуждение пяти вариантов, отобранных рабочей группой. В опросе приняли участие почти 280 тыс. россиян, утверждённый символ российского рубля (перечёркнутая буква «Р») победил с большим отрывом, набрав более 61 % голосов участников, и позже был утверждён Советом директоров ЦБ РФ.
Набиуллина заметно активизировала работу по очистке российского банковского сектора от недобросовестных и неустойчивых банков, она выступила сторонницей инфляционного таргетирования и на посту главы Банка России завершила переход к этому режиму. С ноября 2014 года ей принято решение о переходе к плавающему курсообразованию рубля.

## Критика

### Положительная
Сергей Алексашенко, глава Центра развития Высшей школы экономики, однокурсник:

Стипендиатка Карла Маркса, любившая марксистско-ленинскую политэкономию, свято верившая в идеалы коммунизма, один из первых студентов, принятых в партию у нас на курсе — в общем, образцово-показательный советский человек. Думаю, она никогда не собиралась делать такую государственную карьеру. Сейчас взгляды, конечно, изменились: на жизнь смотрит трезво, понимает, как она устроена.

Евгений Ясин, экс-министр экономики России, научный руководитель НИУ ВШЭ:

Она не стремится играть какую-то заметную роль в политике, в интригах. Как профессионал Эльвира относится к самым лучшим в России. Она — не публичный человек, не любит выступать, не любит держать речи, хотя, когда приходится, делает это очень хорошо. Эльвира, помимо того, что она очень способная, ещё и очень красивая, привлекательная женщина, от которой при всей её скромности и сдержанности мужчины тают и падают в разные стороны.

Герман Греф, предправления Сбербанка России, экс-глава Минэкономразвития России:

Человек очень прозрачный, исключительно честный, работоголик. Человек, очень ясно и отчётливо понимающий принципы рыночной экономики, великолепно знающий работу.

Борис Титов, уполномоченный по защите прав предпринимателей в России:

Самый лучший министр экономики с точки зрения бизнеса за последние годы. Высокий профессионал и милейший человек, с которым приятно общаться.

### Отрицательная
Сергей Миронов, глава фракции «Справедливая Россия» в Госдуме:

Нам сейчас говорят, как это вы критикуете Эльвиру Сахипзадовну, хотя сами год назад за неё проголосовали? Да, проголосовали. Более того, когда она выступала перед нашей фракцией, нам так понравилось, что она очень чётко понимает функции и задачи ЦБ по росту экономики, по развитию реального сектора. Но когда случились такие неприятности с рублём, оказалось, что Центробанк не очень готов решать эти проблемы.

Владимир Жириновский, лидер ЛДПР:

Ответственность за деньги большой страны — здесь нужны мужские мозги… Здесь нужно стратегическое мышление. Среди банкиров всего мира я никогда не видел женщину. Все банкиры всего человечества только мужчины. Эльвира — очень хороший человек, может быть, но у нас есть претензии к ней, поскольку она была министром экономики.

Депутат Государственной думы Михаил Делягин в марте 2022 года отметил:

Госпожа Набиуллина обеспечивает интересы финансовых спекулянтов, игнорируя интересы реального сектора. Она специально выстроила такую политику резервирования рисков, что банки, не обладающие серьёзной политической защитой, просто не могут кредитовать реальный сектор. Госпожа Набиуллина провела чудовищную банковскую санацию, в ходе которой граждане России лишились нескольких триллионов рублей. Ей за это тоже ничего не было. Госпожа Набиуллина проводит политику вымаривания страны и населения искусственно созданным денежным голодом. Среди миллиона людей, на которое сократилось наше население в прошлом году, значительная часть на её совести. Но у таких людей совести не бывает. 

## Классный чин
17 октября 2002 года Указом президента России № 1197 Эльвире Набиуллиной присвоили классный чин Действительного государственного советника Российской Федерации 1 класса.

## Награды
- Орден «За заслуги перед Отечеством» 4-й степени (2012 год)[51]
- Орден Почёта (11 октября 2018 года) — за большой вклад в развитие и укрепление банковской системы[52]
- Орден Дружбы (2011 год)[51]
- Медаль ордена «За заслуги перед Отечеством» I степени (2006 год)[51]
- Медаль ордена «За заслуги перед Отечеством» II степени (17 октября 2002 года) — за большой вклад в проведение социальной и экономической политики государства и многолетнюю добросовестную работу[53]
- Лауреат премии Александра II, присуждённой в 2003 году Институтом экономики переходного периода[54] (ныне — Институт экономической политики имени Егора Гайдара).
- Победитель V Национальной премии «Директор года» (2010 год) в номинации «Вклад в развитие института независимых директоров»[55].

## Рейтинги
В марте 2014 года заняла 2-е место в рейтинге «100 самых влиятельных женщин России», совместном проекте радиостанции «Эхо Москвы», журнала «Огонёк» и информационного агентства «Интерфакс».
В мае 2014 года заняла 71 место в рейтинге «100 самых влиятельных женщин мира» по версии журнала Forbes. Набиуллина стала единственной представительницей России в этом рейтинге.
В сентябре 2015 года журнал Euromoney признал Набиуллину лучшим руководителем среди глав центральных банков в мире в 2015 году.
В сентябре 2016 года Набиуллиной было присвоено 6-е место в рейтинге лучших руководителей центральных банков мира по версии журнала Global Finance.
8 декабря 2020 года Forbes опубликовал 17-й ежегодный рейтинг 100 самых влиятельных женщин мира, в котором третий год подряд единственной представительницей России оказалась Набиуллина.
В 2021 году Набиуллина заняла 60 место в рейтинге «100 самых влиятельных женщин мира» по версии журнала Forbes — она вновь оказалась единственной представительницей от России.

## Санкции
19 апреля 2022 года, на фоне вторжения России на Украину, Набиуллина внесена в санкционный список Канады «соратников российского режима» за «соучастие в неоправданном вторжении России в Украину».
19 октября 2022 года включена в санкционный список Украины так как она «совершает коммерческую деятельность в секторах экономики, обеспечивающих существенный источник дохода для правительства России, инициировавшего военные действия и геноцид гражданского населения в Украине».
30 сентября 2022 года, в «ответ на незаконную аннексию Путиным украинских регионов», США и Великобритания ввели свои персональные санкции, так как Набиуллина «курировала усилия ЦБ РФ по защите Кремля от западных санкций, введённых в ответ на оккупацию Россией украинского Крыма в 2014 году и дальнейшее вторжение в Украину в 2022 году».
По аналогичным основаниям находится под санкциями Австралии и Новой Зеландии. Ранее Набиуллина была внесён ФБК в сокращённый ТОП-200 списка коррупционеров и разжигателей войны, с предложением введения против неё международных санкций так как она «финансировала агрессивную войну России против Украины или управляла финансами в интересах путинского режима».

## Личная жизнь
Набиуллина владеет французским и английским языками. Хорошо разбирается в искусстве, предпочитает классическую музыку, любит поэтов серебряного века и французский кинематограф. Шарфы и шейные платки из фуляра — отличительная черта её гардероба. На заседания Совета директоров Банка России Набиуллина надевает брошки, с помощью которых она «пытается передать» «понимание ситуации», но которые часто интерпретируют шире. Конкретный смысл каждой брошки также связывают с текущей позицией Центробанка в сфере денежно-кредитной политики и планами регулятора. В сентябре 2021 года Набиуллина ещё раз подчеркнула важность брошек как средства коммуникации и повода для рефлексии, равно как и неоднозначность трактовки альтернативного языка данных украшений, надеваемых ей на мероприятиях для прессы в рамках заседаний совета директоров по ключевой ставке.

### Семья
Во время учёбы в аспирантуре МГУ вышла замуж за преподавателя кафедры истории народного хозяйства и экономических учений Ярослава Кузьминова, впоследствии ставшего ректором Национального исследовательского университета «Высшая школа экономики» (НИУ ВШЭ).
У Кузьминова и Набиуллиной есть сын Василий. Он родился в 1988 году, в 2005—2009 годах — студент факультета социологии ГУ-ВШЭ, в 2010 году окончил социологическую магистратуру Манчестерского университета и МВШСЭН. В настоящее время научный сотрудник НИУ ВШЭ.

### Имущество и доходы
В собственности Набиуллиной находится квартира площадью 111,2 м², треть квартиры площадью 70,6 м² и автомобиль Jaguar S-Type. В 2010 году её задекларированный годовой заработок составлял 3,6 миллиона рублей, в 2011 — 3,2 миллиона рублей, в 2012 — 5,3 млн рублей, в 2013 — 12,2 млн рублей, в 2014 — 21,9 млн рублей. При этом доходы её мужа, ректора НИУ ВШЭ Ярослава Кузьминова, в 2010 году находились на уровне 17,2 млн рублей, в 2013-м — 20 млн рублей, а в 2014-м — 45,3 млн рублей.

## Публикации
- Кузьминов Я. И., Набиуллина Э. С., Радаев В. В., Субботина Т. П. Отчуждение труда: история и современность. — М.: Экономика, 1989. — 285 с. — ISBN 5-282-00079-2.
- Набиуллина Э. С. Экономическая политика в условиях кризиса — анализ и перспективы // Экономическая политика. — 2009. — № 3. — С. 73—85.